# Мальтийский интернационал
«Мальтийский интернационал» (англ. Malteser International) — всемирное благотворительное агентство Суверенного Мальтийского ордена для гуманитарной помощи со статусом неправительственной организации. Организация имеет более чем 50-летний опыт в оказании гуманитарной помощи, и в настоящее время[когда?] охватывает около 100 проектов в 30 странах: в Африке, Азии, Европе, на Ближнем Востоке и в обеих Америках. 27 национальные ассоциации и приорства ордена Мальты являются членами Malteser International.
«Мальтийский интернационал» оказывает гуманитарную помощь с 1956 года. Примерно 30 специалистов в штаб-квартире в Кельне и 120 специалистов за её пределами, а также от 700 до 750 штатных сотрудников на местах обеспечивают реализацию проектов в более чем в 30 странах мира. Мальтийский Интернационал проявляет активность в Азии, Африке, на Балканах, в Центральной и Восточной Европе в сфере оказания чрезвычайной медицинской помощи и реабилитации.

## Примеры деятельности
- помощь при землетрясении и в восстановлении в Индии и Сальвадоре (с 2001)
- помощь беженцам в Афганистане (с 2001)
- базовый проект контроля за здоровьем в Мьянме (с 2001)
- помощь в восстановлении скорой помощи и здравоохранения в Северном Ираке (2003)
- помощь беженцам в Демократической республике Конго (2003)
- помощь при землетрясении и в восстановлении в Баме, Иран (2004)
- помощь беженцам в Дарфуре, Судан (2004)
- помощь жертвам цунами в Южной и Юго-Восточной Азии (2005)
- помощь голодающим поселениям Нигера и Мали (2005)
- помощь жертвам урагана в Новом Орлеане, США (2005)
- помощь жертвам землетрясения в Пакистане (2005)
- медицинская помощь жертвам землетрясения на Яве, Индонезия (2006)
- помощь жертвам землетрясения на Гаити (2010)[4]
- помощь жертвам тайфуна Хайян (2013)[5][6]
- помощь жертвам наводнения на Балканах[7]

Помощь беженцам из Украины (2022)